# Partit de la Nova Era (Letònia)
El Partit de la Nova Era (en letó Jaunais laiks, JL) fou un partit polític de Letònia de caràcter conservador i nacionalista. Fundat al 2001, el partit va participar més endavant en la creació d'Unitat, dissolent-se al 2011.

## Història
El partit va ser fundat el 2 de febrer de 2002 per Einars Repše, un polític i banquer que era molt popular en aquella època. Originalment, la majoria dels candidats del partit eren desconeguts polítics liderats per Repše.
La seva plataforma per a les eleccions legislatives letones de 2002 era força nacionalista, d'antuvi partidari del lliure mercat, de les reformes a l'atenció de la salut i l'educació, tals com la substitució de finançament públic de l'educació superior pels préstecs estudiantils. La major part d'aquesta plataforma va ser finalment abandonada i més tard Nova Era va estar caracteritzada com a força democràtica social, però no es considerava socialdemòcrata.
En la seva primera campanya electoral va prometre combatre la corrupció i l'evasió fiscal. Segons les seves promeses, eliminar l'evasió fiscal incrementaria el pressupost de Letònia en 400 milions de lats (uns 750 milions de dòlars estatunidencs), permetent l'augment del finançament per a una varietat de programes i també per a retallades fiscals. Amb aquesta plataforma el partit va obtenir el 23,9% del vot popular i 26 dels 100 escons a les eleccions de 2002, i es convertí en el principal partit al Saeima. Va formar un govern de coalició amb altres tres partits, amb Einars Repše com a primer ministre de Letònia, però el gener de 2004 la coalició es fa ensorrar i Repše va dimitir.
El partit va romandre a l'oposició fins al 2004, quan es va unir al govern de coalició dirigit per Aigars Kalvītis del Partit Popular. Va deixar la coalició després d'un escàndol per la compra de vots a Jurmala durant les eleccions municipals que van implicar un soci de la coalició, el Partit Letònia Primer, després d'haver-li demanat que abandonés la coalició dos cops i que tant ells com el primer ministre Kalvītis rebutgessin la petició. Tots els ministres del partit dimitiren el 13 d'abril de 2006. A les eleccions legislatives letones de 2006 va obtenir 18 escons. Després de les eleccions no tornà a formar part del govern de coalició. Malgrat haver perdut molts vots, es va convertir en el principal partit d'oposició.
Repše va perdre la major part de la seva popularitat a causa d'una successió d'escàndols. El març de 2007, el partit establí una nova estructura, en la qual hi havia dos dirigents: Einars Repše i Arturs Krisjanis Karins, ciutadà estatunidenc de família letona.
El 2008, destacats diputats i membres de la junta - Ina Druviete, Karlis Sadurskis, Ilma Cepane i Sandra Kalniete van deixar el partit per a crear-ne un de nou. Els líders renunciaren i foren designats Solvita Aboltina i Artis Kampars. El març de 2009, el seu membre Valdis Dombrovskis, qui fou a ministre de finances de 2002 a 2004, es va convertir en primer ministre, amb la qual cosa el Partit de la Nova Era liderà una nova coalició quatripartita al govern de centredreta.
Per a les eleccions de 2010, JL va formar, amb uns altres dos partits letons, la coalició electoral Unitat, amb la qual van aconseguir 33 escons (12 del JL). El 2011, JL es va fusionar amb els altres dos partits que formaven part de la coalició electoral per formar el partit polític Unitat.

## Resultats electorals

### Eleccions legislatives
| Any  | Vots    | %    | Pos. | Escons   | +/- | Govern             |
| ---- | ------- | ---- | ---- | -------- | --- | ------------------ |
| 2002 | 237 452 | 24,0 | 1r   | 26 / 100 | Nou | Coalició (2002–04) |
| 2002 | 237 452 | 24,0 | 1r   | 26 / 100 | Nou | Oposició (2004)    |
| 2002 | 237 452 | 24,0 | 1r   | 26 / 100 | Nou | Coalició (2004–06) |
| 2006 | 148 602 | 16,5 | 3r   | 18 / 100 | 8   | Oposició           |

### Eleccions europees
| Any  | Vots    | %    | Pos. | Escons | +/- |
| ---- | ------- | ---- | ---- | ------ | --- |
| 2004 | 113 593 | 19,7 | 2n   | 2 / 9  | Nou |
| 2009 | 52 751  | 6,7  | 6è   | 1 / 8  | 1   |